# Monte Amiata
Il Monte Amiata è un gruppo montuoso di origine vulcanica dell'Italia centrale, situato nell'Antiappennino toscano, compreso tra la provincia di Grosseto e quella di Siena.

## Geologia
Il Monte Amiata è un vulcano Pleistocenico che si imposta, spazialmente e temporalmente, a cavallo tra la Provincia Magmatica Toscana (PMT) e quella Romana (PMR) entrambe caratterizzate da una differente natura composizionale alla sorgente mantellica.
Il vulcano Monte Amiata è stato attivo per un breve intervallo di tempo durante il tardo Pleistocene, tra 305 000 e 231 000 anni fa, contemporaneamente al periodo di attività del vulcanismo Romano. La collocazione a circa 60 km nord-est dai vulcani di Bolsena e Latera (distretto dei Vulsini), rappresenta il prolungamento settentrionale della catena Pleistocenica dei vulcani Romani. L'eruzione del vulcano è avvenuta attraverso una fessura orientata SSW-NNE, al di sopra di un già presente rilievo montuoso, dando vita all'attuale edificio vulcanico del Monte Amiata il quale è stato caratterizzato dalla messa in posto di piccole colate di lava e estrusioni di domi.
La successione vulcanica del Monte Amiata è dominata da lave viscose con alto contenuto in silicio e ricche in sanidino, impilate a formare dei domi. Le successioni magmatiche sono state suddivise, per convenzione, sulla base della loro natura geochimica e petrografica.
Il primo episodio di messa in posto, il Basal Trachydacitic Complex (BTC), è stato estruso intorno i 305 ka. Questa Formazione è stata generata dall'impilamento di lingue di lava reomorfiche molto probabilmente dovute al collasso di un iniziale duomo, costituito da un crystal-mush (quando il contenuto dei cristalli nel magma è tra il 50-70%). Queste colate di lava sono caratterizzate dalla presenza di bande di flusso caotiche e di taglio, mostrando cristalli fratturati allineati che vanno ad indicare un allineamento dovuto alla deformazione duttili e rimobilitazione del duomo durante il lento collasso gravitativo. In passato si pensava che questa Formazione fosse stata generata da un evento eruttivo di tipo esplosivo con la generazione di flussi piroclastici, questa ipotesi è stata screditata data l'assenza di quelle che vengono definite come shard-glass (fiamme) osservate in petrografia. La composizione chimica delle rocce del BTC mostra una certa omogeneità così come le caratteristiche petrografiche è può essere collocata nel campo composizionale delle trachiti/trachidaciti.
Il secondo episodio ha messo in posto i principali corpi domiformi attualmente presenti che vanno a formare le principali vette del Monte Amiata. Questo evento è stato definito Dome and massive Lava flow Complex (DLC), messo in posto contemporaneamente al collasso del duomo BTC. Il DLC è formato dai duomi di Trauzzolo, Pinzi, Biello & Pescina, Bellaria, Montagnola e Pianello & Cantore. Le rocce possono essere classificate in un intervallo composizionale che va da trachidaciti a olivin-latiti. Sono di interesse petrologico e petrografico la presenza di megacristalli di sanidino ed enclave mafici arrotondati.
L'ultimo episodio eruttivo ha messo in posto delle piccole colate di lava, sopra il duomo La Vetta, definite con il nome di Olivin-Latite Final lavas (OLF), datate a circa 231 ka. La natura composizionale è già definita dal nome stesso di questa unità, la caratteristica principale risiede nella presenza di enclave mafici arrotondati dalla dimensione anche di qualche metro.
In conclusione, la natura geologica e magmatologica del vulcano Monte Amiata è complessa ed eterogenea in quanto avviene l'interazione di due tipi di magmi con una differente natura composizionale e genetica alla sorgente che dà vita a questo vulcano dallo stile eruttivo poco energetico. Inoltre, ci sono ancora diversi dubbi riguardo alla storia di intrusione di questi magmi nella crosta litosferica, si pensa infatti che la presenza di un grosso plutone magmatico in raffreddamento alla profondità di 7-8 km sia la causa da attribuire all'elevato flusso di calore del campo geotermico amiatino.

## Geografia

### Geografia fisica
Il monte Amiata è collocato nella Toscana meridionale, dove svetta sulle valli circostanti, tra cui vanno citate la Val d'Orcia, la Valle dell'Ombrone, le colline dell'Albegna e del Fiora e la vallata del Lago di Bolsena. Il massiccio montuoso, oltre all'omonima vetta che raggiunge i 1738 metri sul livello del mare, include anche una serie di cime, in continuità l'una con l'altra. Sul versante grossetano spiccano i rilievi di Poggio Trauzzolo (1200 m), Monte Labbro (1193 m), Monte Civitella (1107 m), Monte Buceto (1152 m), Monte Aquilaia (1104 m) e monte Calvo (930 metri); sul versante senese ritroviamo, tra le vette più alte, Poggio Zoccolino (1035 m), Poggio Le Perazzette (922 metri) e Poggio Roccone (913 metri).
È un antico vulcano, ormai spento, con presenze di rocce e di laghetti di origine vulcanica. Vi si trovano, inoltre, le sorgenti dei fiumi Fiora, Vivo, Albegna e Paglia. Le sorgenti, che sgorgano in notevole quantità laddove finiscono le rocce trachitiche e inizia il basamento calcare-argilloso, costituiscono una imponente ricchezza idrica che caratterizza da sempre questo rilievo vulcanico. Le origini vulcaniche del massiccio montuoso hanno mantenuto l'attività sismica nella zona.
Tra i vari eventi verificatisi, c'è da segnalare il terremoto del 3 novembre 1948 che ebbe come epicentro l'area montana a cavallo delle province di Grosseto e Siena, raggiungendo la magnitudo 5,03 della scala Richter e il VI-VII grado della scala Mercalli. Altri eventi sismici che hanno interessato l'area amiatina hanno avuto invece come epicentri le località di Arcidosso, Santa Fiora, Abbadia San Salvatore e Piancastagnaio.
Nel territorio amiatino vi sono inoltre situate numerose aree protette: la riserve naturali del Monte Labbro, di Pescinello, del Bosco dei Rocconi, di Poggio all'Olmo, della Santissima Trinità, del Monte Penna ed inoltre un importante parco faunistico.

### Geografia antropica
| Comune                | Provincia |
| --------------------- | --------- |
| Abbadia San Salvatore | Siena     |
| Arcidosso             | Grosseto  |
| Castell'Azzara        | Grosseto  |
| Castel del Piano      | Grosseto  |
| Castiglione d'Orcia   | Siena     |
| Piancastagnaio        | Siena     |
| Santa Fiora           | Grosseto  |
| Seggiano              | Grosseto  |

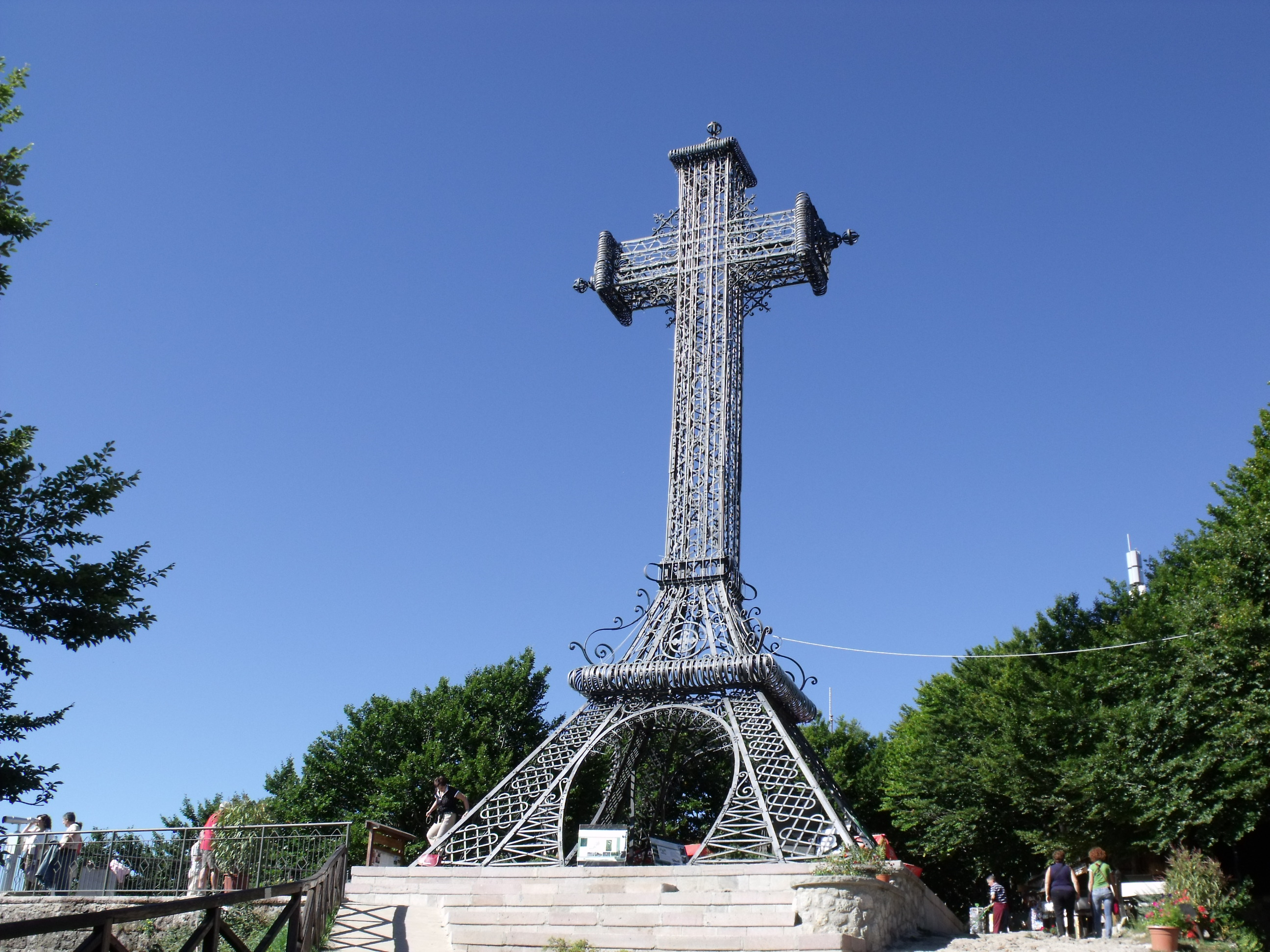
Croce monumentale del Monte Amiata

L'area del Monte Amiata è poco densamente abitata, formata perlopiù da piccoli centri disposti lungo le valli del monte, sia nel versante grossetano che in quello senese, soprattutto nelle aree situate ad ovest e ad est della vetta, dove sono situati i centri principali. L'area compresa dai comuni di Abbadia San Salvatore, Arcidosso, Castell'Azzara, Castel del Piano, Castiglione d'Orcia, Piancastagnaio, Santa Fiora e Seggiano conta una popolazione complessiva di 25 453 abitanti, mentre se vengono considerati anche quei comuni situati più a valle che però fanno parte dell'Unione dei Comuni del Monte Amiata, sia sul versante grossetano (Cinigiano, Roccalbegna, Semproniano), sia sul versante senese (Radicofani, San Quirico d'Orcia), si raggiunge una popolazione di 32. 167 abitanti.
I centri più abitati sono quelli di Abbadia San Salvatore (6 275 abitanti), sul versante senese e capoluogo dell'Unione dei Comuni Amiata Val d'Orcia, e di Castel del Piano (4 700 abitanti) per il versante grossetano, anche se il Centro Amministrativo principale è quello di Arcidosso (4 460 abitanti), capoluogo dell'Unione dei Comuni Amiata Grossetano.

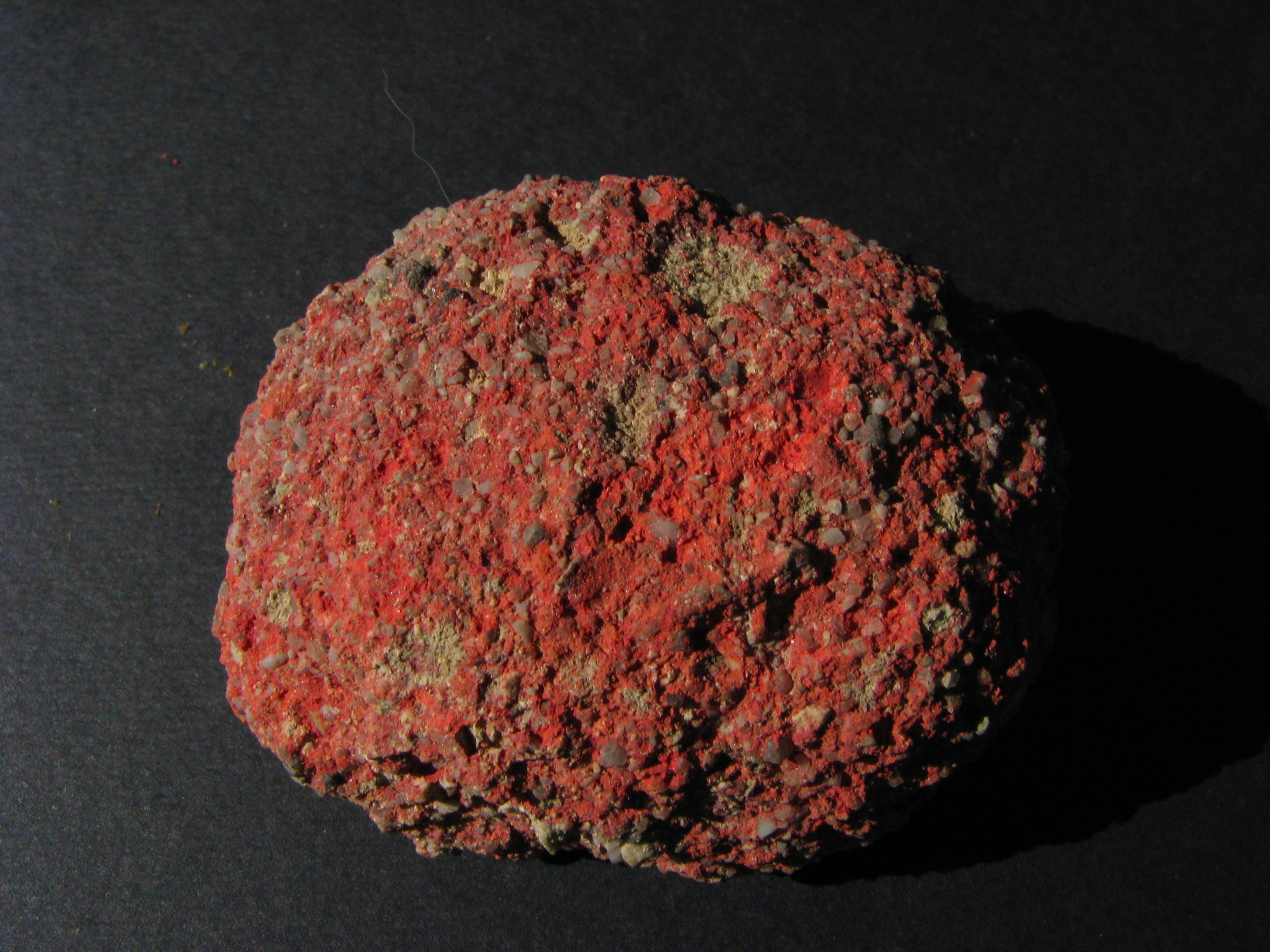
Cinabro dell'Amiata

## Origini del nome
L'origine del toponimo Amiata è stata da alcuni individuata nel latino ad meata, ossia «alle sorgenti». Altre ipotesi sull'etimo del toponimo Amiata sono state rappresentate in una rivista storico-culturale locale, ove si indica una derivazione da Mons Tuniatus-Montuniata, con riferimento a Tinia, la massima divinità etrusca. Un'altra interpretazione, ormai desueta ma pur sempre affascinante, vuole fare risalire il toponimo del massiccio montuoso alla versione in lingua alto-tedesca antica della parola heimat, heimôti («casa», «piccola patria» o «luogo natio»), eredità del dominio longobardo.

## Storia
È attestata la presenza umana sull'Amiata fin dalla preistoria. La più antica testimonianza artistica è un graffito raffigurante un arciere. L'"arciere", da cui prende il nome la grotta in cui è situato, si trova nel comune di Abbadia San Salvatore ad un'altitudine di 1050 m. s.l.m.. La sua datazione è difficile da precisare ma si ipotizza che risalga all'età del bronzo. Per gli etruschi l'Amiata era la terra sacra, dove dimorava la loro divinità più importante: Tinia (Giove per i romani).
Da ricordare l'avventura mistica e rivoluzionaria di Davide Lazzaretti, il profeta dell'Amiata, che si immolò nel 1878 per il riscatto religioso e sociale della propria gente, avversando le ingiustizie del mondo e il declino del clero romano. David Lazzaretti, arcidossino, fondò un vero e proprio movimento religioso, il Giurisdavidismo, che conta ancora oggi un limitato gruppo di adepti.
Nel 1897 sorse sull'Amiata, ad Abbadia San Salvatore, una delle più importanti miniere di mercurio del mondo (seconda per ricchezza solamente a quella di Almaden in Spagna). L'attività di estrazione e trasformazione del cinabro (da cui si ricava il mercurio), contribuì enormemente allo sviluppo industriale ed economico di Abbadia San Salvatore, apportando ricadute positive anche negli altri paesi Amiatini. La miniera fu chiusa intorno alla metà degli anni settanta. Del passato minerario dell'Amiata, rimangono oggi due musei, ad Abbadia San Salvatore e a Santa Fiora.

## Monumenti e luoghi d'interesse

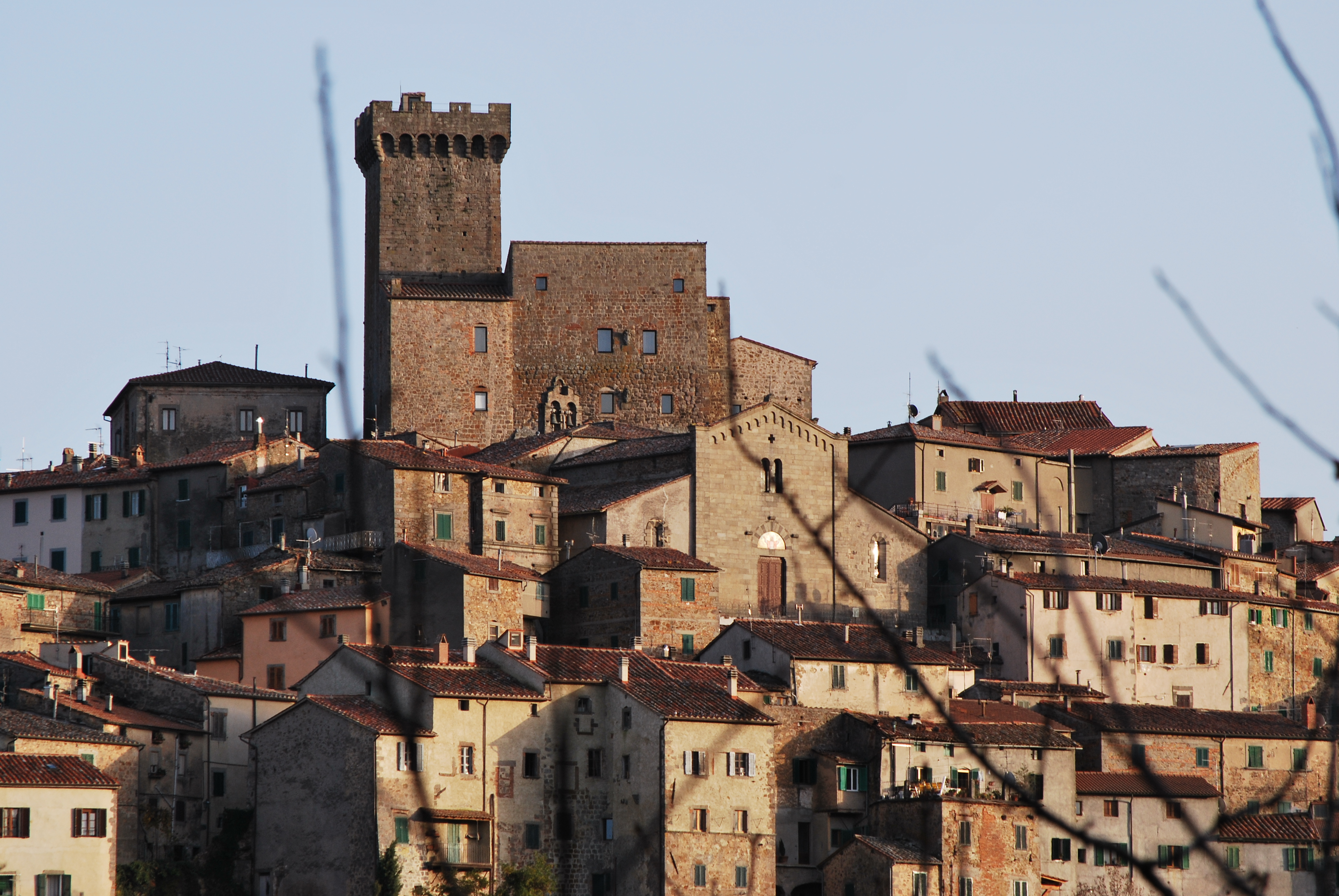
Veduta della rocca di Arcidosso

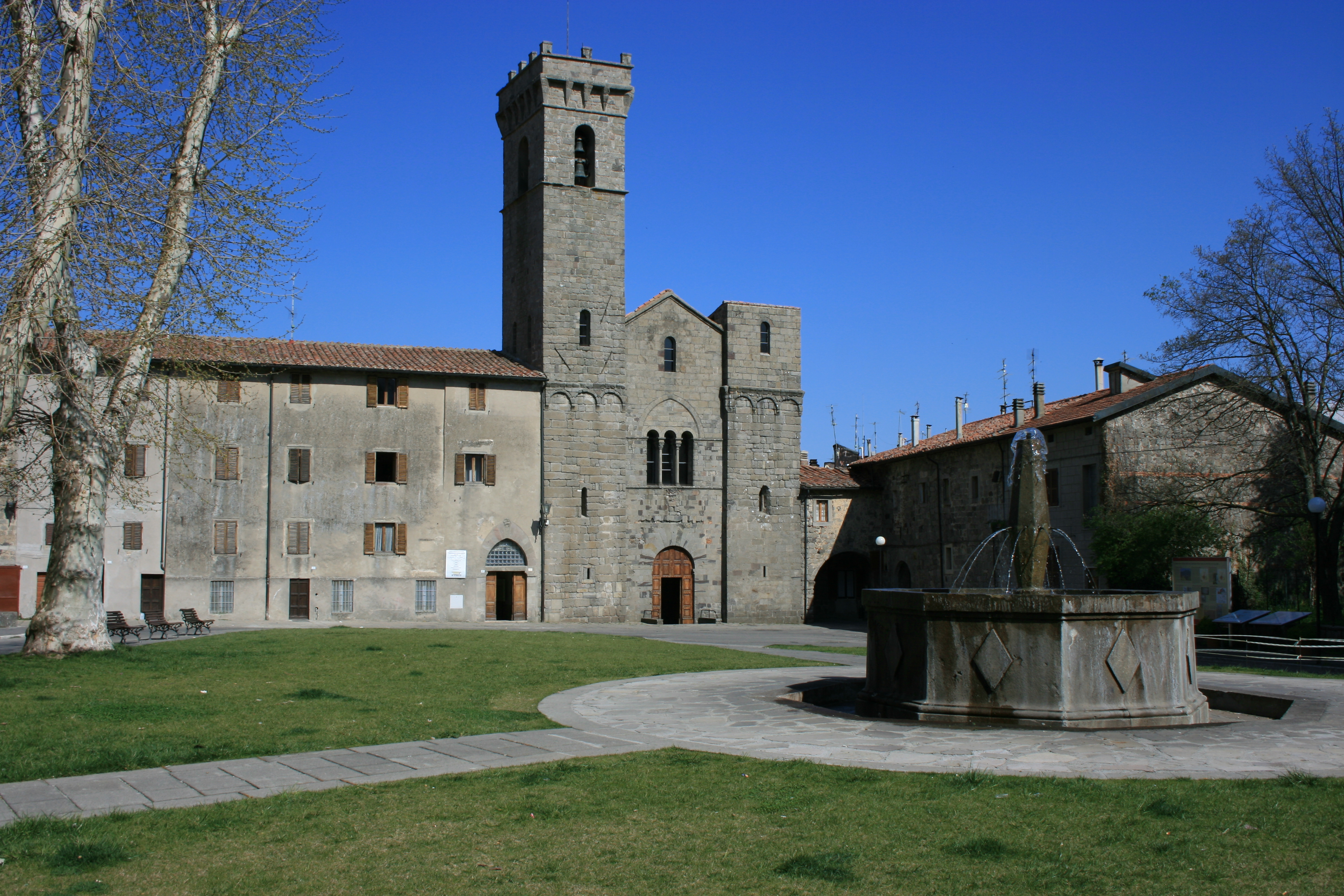
L'abbazia di San Salvatore

Reperti storici e artistici sono tutt'oggi registrabili nei centri abitati dell'Amiata. Presenze come quelle riferibili all'arte figurativa del trecento senese, e architetture monumentali come i castelli del lontano medioevo (Arcidosso, Montelaterone, Piancastagnaio), le abbazie romanico-longobarde (Abbadia San Salvatore, Abbazia di Sant'Antimo), la Villa Sforzesca di Castell'Azzara, il palazzo Bourbon del Monte a Piancastagnaio, le chiese rinascimentali e barocche di Castel del Piano, le ceramiche robbiane e il parco Peschiera a Santa Fiora, stanno a testimoniare l'incrociarsi di civiltà e culture che hanno interessato o comunque lambito il territorio dell'Amiata, inserito nella sorprendente storia della Toscana meridionale, posta al confine della Tuscia e dello Stato Pontificio.
Negli anni novanta, l'artista contemporaneo Daniel Spoerri, esponente del Nouveau Réalisme, diede vita nel comune di Seggiano al Giardino di Daniel Spoerri dove sono esposte molte sue opere e di altri artisti.

### Croce monumentale
La costruzione della croce del Monte Amiata fu decisa al termine del XIX secolo in seguito alle indicazioni di Papa Leone XIII che, al fine di festeggiare l'anno santo del 1900, suggerì di innalzare sulle cime di varie montagne sparse per l'Italia un totale di 20 croci che celebrassero la Redenzione, una per ogni secolo trascorso compreso il XX che ormai stava per vedere la luce. Tale croce fu la nona realizzata in ordine di tempo (1910). Il progetto fu commissionato all'architetto Zalaffi di Siena.
La croce fu prima montata a Siena e apparve subito "slanciata armoniosa e bella" rispettando lo stile belle epoque con vari stili di stile fiorito in ferro battuto, alta 22 metri, e poggiata su una base di 8x8 metri. Poi fu smontata e trasportata con muli da Siena alla vetta dell'Amiata per circa 70 km. L'opera incontrò non poche difficoltà soprattutto di carattere economico ma grazie al contributo di generosi benefattori si riuscì a portare a termine la realizzazione. Le spese totali furono di 30000 L.. Altre difficoltà furono quelle del trasporto di centinaia di quintali di ferro da Abbadia San Salvatore fino alla vetta. Anche queste furono superate dalla tenacia degli abitanti del paese che fecero a gara ogni giorno dopo il turno di lavoro a portare a spalla un pezzo di ferro fino alla vetta. Una volta trasportata iniziò il montaggio che durò tutta l'estate; le parti metalliche furono saldate ed imbullonati. L'8 settembre 1910 fu fissata la cerimonia di inaugurazione con una folla di gente giunta da tutti i paesi della montagna. Sotto le arcate in ferro fu allestito un altare per la celebrazione, con la consacrazione officiata dal vescovo Michele Cardella. Nel 1944 i tedeschi in ritirata abbatterono con le mine la croce e i paesani di Abbadia la rielevarono in poco tempo con l'apporto della società Monte Amiata guidata dal direttore dot. Bonato.
Nei primi anni del 2000 fino al 2010 vennero fatti congiuntamente dalla ex comunità montana, dal comune di Abbadia, dalla società Macchia Faggeta, e dal parco museo miniere dell'Amiata i restauri della struttura in ferro e la sistemazione del piazzale sottostante e del piazzale panoramico utilizzando una pavimentazione in roccia trachitica del vulcano. Nel 2010, per i festeggiamenti del centenario, i lavori vennero terminati e la croce fu illuminata.

## Economia
Per quanto riguarda l'agricoltura va considerato che la parte meno elevata del territorio amiatino è caratterizzata dalla presenza di oliveti e vigneti, con relativa produzione di olio pregiatissimo (ricordiamo l'olivastra di Seggiano) e di vino. Alcuni dei prodotti locali si stanno imponendo anche nei mercati esteri, con particolare riferimento al Montecucco e all'Orcia, entrambi DOC, il primo dal 1998. Nella parte più alta invece si possono trovare vari prodotti del sottobosco e non solo, che sono stati per decenni il cibo delle popolazioni amiatine. In particolare, la castagna, che ha già ottenuto la denominazione DOP, prevalentemente raccolta nella zona di Castel del Piano, Arcidosso e Santa Fiora, e il fungo, che sta acquisendo il marchio IGP, raccolto in tutte le zone dell'Amiata, ma in particolare nella zona di Bagnolo (Santa Fiora), Saragiolo (Piancastagnaio), Selvena (Castell'Azzara) e Abbadia San Salvatore. Molte sono le sagre e le feste che in tutto l'arco dell'anno e su tutto il territorio contribuiscono a promuovere questi prodotti.
L'Amiata è ricchissimo di acque, tutte captate e gestite dall'Acquedotto del Fiora che le trasporta e distribuisce nell'intera Toscana meridionale e nella parte settentrionale del Lazio. Va segnalata anche la produzione di energia elettrica da parte di Enel, che utilizza le emissioni di vapore geotermico (soprattutto nella zona di Piancastagnaio e Bagnore), proveniente dalle profondità del sottosuolo interessato ancora da fenomeni paravulcanici.
I fluidi geotermici hanno dato vita anche a progetti di riscaldamento che riguardano sia aziende che privati, tramite società energetiche costituite all'uopo.
Nella stagione invernale si praticano gli sport invernali, essendo stato allestito negli anni un complesso sciistico con piste ed impianti di risalita dislocati nei punti cardine della montagna: la vetta, il Prato delle Macinaie, il Prato della Contessa, il Rifugio Cantore e il Pian della Marsiliana. La stazione sciistica ha uno sviluppo totale di 12 km per quanto concerne lo sci alpino mentre si hanno a disposizione alcuni chilometri per le pratiche dello sci nordico. Particolarmente emozionante può risultare l'esperienza dello sci notturno a volte allestito sulla pista attrezzata Dedo-Crocicchio. Molto interessante è sicuramente l'area protetta creata sul versante grossetano all'interno del territorio comunale di Arcidosso, destinata al ripopolamento del lupo appenninico.
L'industria interessa principalmente i settori del mobile, della meccanica di precisione e dei prodotti in pelle lavorati per terzi.
Gli enti pubblici hanno una strutturazione piuttosto significativa, in particolare quelli legati alla sanità.

## Infrastrutture e trasporti
L'Amiata è facilmente raggiungibile da Grosseto e da Siena, mediante un sistema stradale agevole di strade provinciali. Il versante est si raggiunge dai caselli autostradali di Chiusi-Chianciano e Orvieto, quello ovest si raggiunge distaccandosi dalla Grosseto-Siena in località Paganico.
Visto il crescere di importanza e di intensità del traffico è stata ampliata la Strada Statale 323 Tratto Arcidosso - Aiole che porta verso Santa Fiora e il Versante Senese.
Inoltre è presente una fermata omonima sulla ferrovia turistica della Val d'Orcia, servita occasionalmente dai treni turistici offerti da FTI - Ferrovie Turistiche Italiane in collaborazione con Fondazione FS Italiane.

## Panorama
La peculiarità della morfologia vulcanica, essendo l'Amiata un rilievo isolato, permette al visitatore, in condizioni ambientali favorevoli (soprattutto nelle giornate invernali), di spaziare con lo sguardo per centinaia di chilometri. Con cielo terso e ventoso si può osservare la quasi totalità degli Appennini settentrionali e centrali: il Massiccio del Gran Sasso (Abruzzo), poi da Sud verso Nord, il monte Terminillo (Lazio), i monti Sibillini (Marche/Umbria), il Massiccio del monte Catria (Appennino umbro-marchigiano), il monte Falterona dell'Appennino Tosco-Romagnolo, il monte Cimone dell'Appennino tosco-emiliano, l'Alto Appennino parmense e parte dell'Appennino ligure. Inoltre si scorgono le città di Grosseto, Siena, Arezzo, Viterbo e in condizioni meteorologiche notturne particolari è visibile il bagliore di Roma. Ottimamente visibili sono anche il Lago Trasimeno e quello di Bolsena. Verso ovest, in direzione del mar Tirreno è visibile buona parte dell'Arcipelago toscano con l'isola d'Elba, il monte Argentario, la Corsica ed addirittura sulla costa verso sud le ciminiere della centrale elettrica A. Volta di Montalto di Castro (VT) e verso nord sempre sulla costa le ciminiere della centrale elettrica di Tor del Sale di Piombino (LI). Si tratta anche dell'unico punto dell'Italia continentale in visibilità dalla Sardegna, dalle cime più alte del Monte Limbara, Punta Sa Berritta e Punta Balistreri .